# Waterford (California)
Waterford è una città degli Stati Uniti d'America situata nella Contea di Stanislaus, nello Stato della California.